# Dobrosîn, Jovkva
Dobrosîn (în ucraineană Добросин) este localitatea de reședință a comunei Dobrosîn din raionul Jovkva, regiunea Liov, Ucraina.

## Demografie
Componența lingvistică a localității Dobrosîn
     Ucraineană (99,95%)
     Alte limbi (0,05%)
Conform recensământului din 2001, majoritatea populației localității Dobrosîn era vorbitoare de ucraineană (99,95%), existând în minoritate și vorbitori de alte limbi.